# Zoroastrismo na Armênia
Zoroastrismo na Armênia remonta ao século V a.C., principalmente durante os períodos aquemênida e Parta nas montanhas armênias. Antes do cristianismo da Armênia, era uma terra predominantemente zoroastrista.

## História
Vários altares de fogo zoroastristas foram descobertos em santuários cristãos na Armênia. Em várias partes da Armênia, o zoroastrismo permaneceu por vários séculos, mesmo após a adoção oficial do cristianismo. A dinastia arsácida da Armênia, sob a qual a Armênia se tornaria uma nação cristã, eram zoroastristas devotos que invocaram Mithra como o senhor dos convênios, como é apropriado. Um episódio que ilustra os arsácidas armênios quanto à observância do culto é a famosa jornada de Tirídates I a Roma em 65-66 O mesmo Tirídates I acima mencionado, irmão de Vologases I e fundador da dinastia arsácida da Armênia, era um mago ou sacerdote zoroastrista.
Em 53, a dinastia arsácida chegou à Armênia, e acredita-se que o rei Tirídates I tenha feito uma grande quantia para espalhar o zoroastrismo na Armênia. Segundo J. Russel, o Zurvanismo foi a forma do zoroastrismo sob Isdigerdes II (r. 438–457), que promoveu na Armênia persa.
Os nomes dos meses armênios mostram influência do calendário zoroastrista.
Uma fonte cristã armênia, segundo a qual um proselitista zurvanita, Mir-Narses, falou abertamente das palavras: 
| “ | 'Nós não adoramos, como você, os elementos, o sol, a lua, os ventos e o fogo. | ” |

Os relatórios indicam que havia armênios zoroastristas na Anatólia até a década de 1920, quando mataram no Genocídio armênio. Eles moravam na cidade de Merzifon Samsun e nos arredores. Eles passaram pelo nome armênio Arewordik ou filhos do sol.Eles viraram a cabeça em direção ao sol em oração, leste pela manhã e oeste à tarde e à noite. Eles tinham um cemitério que era conhecido como Arewordii Grezman (tumba de Arewordis), onde os mortos estavam deitados em telhados expostos aos elementos antes de os ossos serem enterrados .